# Middeleeuwse literatuur

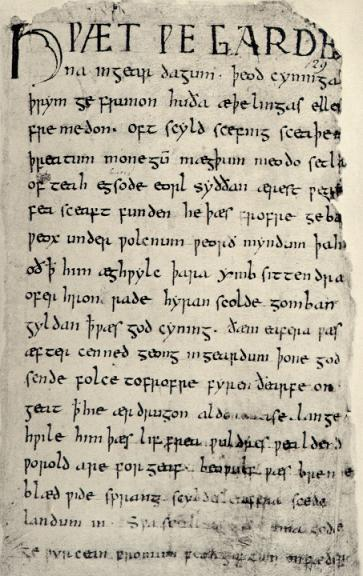
De eerste pagina van Beowulf

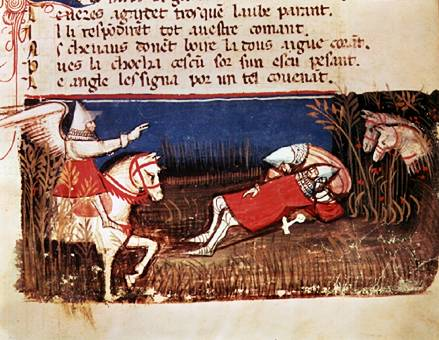
Miniatuur uit het Roelandslied

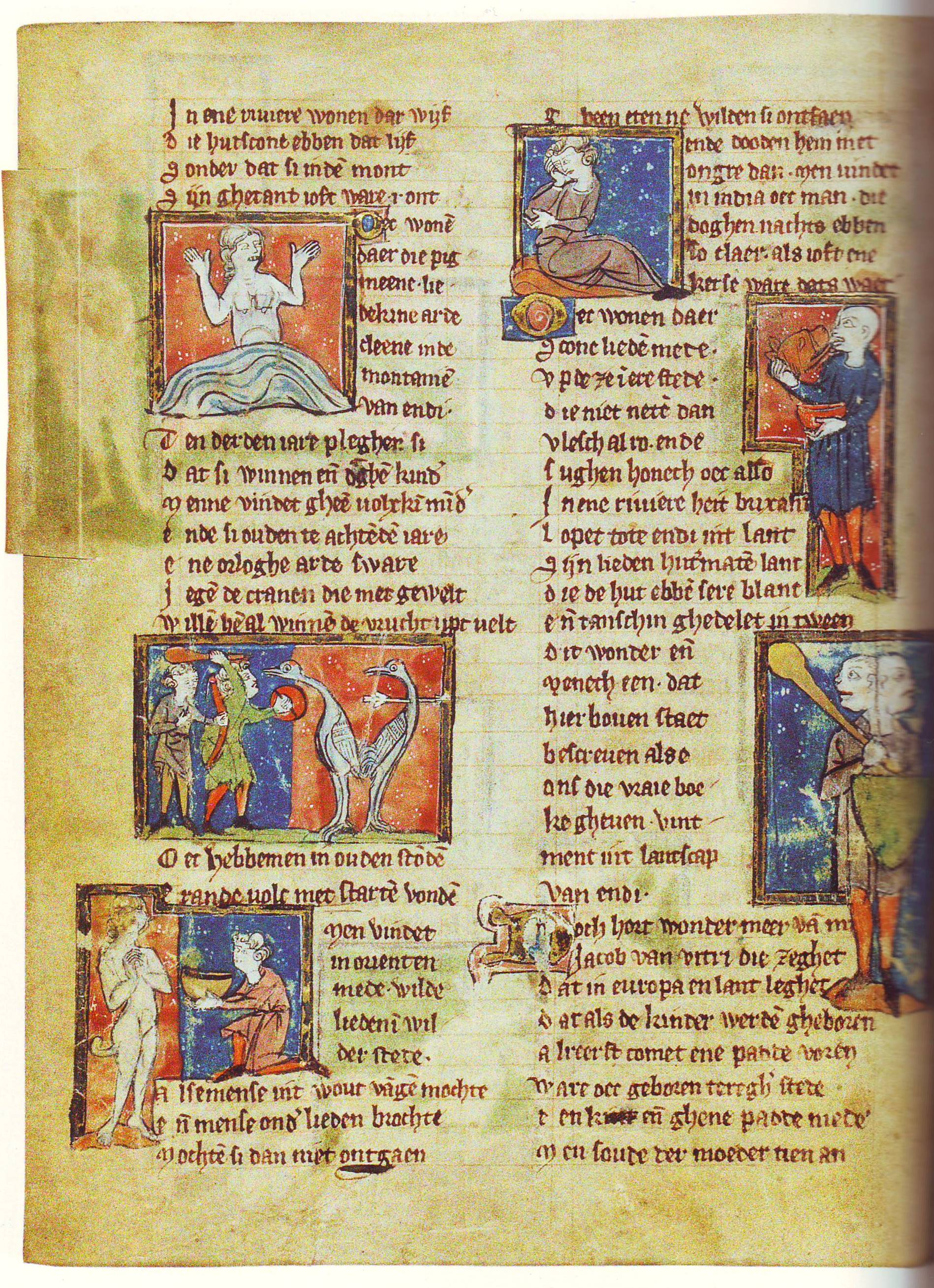
Jacob van Maerlant, Der naturen bloeme, de eerste encyclopedie in de volkstaal (ca. 1270)

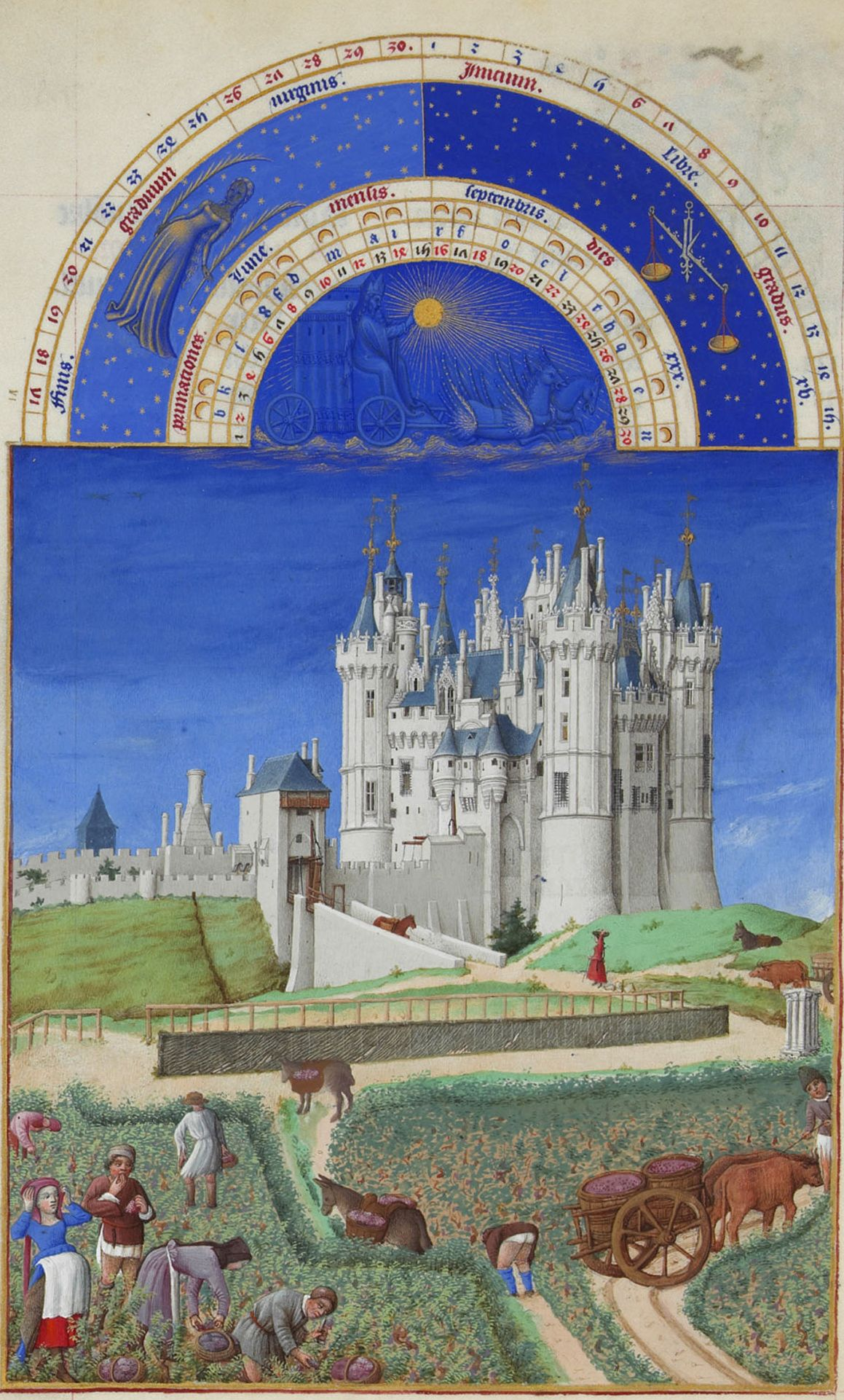
Getijdenboek Les Très Riches Heures van de hertog van Berry, miniatuur door de gebroeders Van Limburg (ca. 1412-1416)

Middeleeuwse literatuur is de westerse literatuur uit de periode tussen de val van het Romeinse Rijk en de ontdekking van Amerika. In deze lange periode kwam de literatuur pas in de laatste eeuwen tot grote bloei. Meestal wordt voor de studie van de middeleeuwse literatuur dan ook de periode 1100-1500 aangehouden.
In dit artikel wordt uitgegaan van algemene verschijnselen van de middeleeuwse literatuur. De geschiedenis van de middeleeuwse literatuur in een specifiek taalgebied komt in andere artikels aan de orde.

## Talen
In de middeleeuwen werden de meeste teksten in het Latijn geschreven. De katholieke kerk vervulde een dominante rol in het intellectuele leven en hanteerde het Latijn als internationale taal. De volkstalen stonden in lager aanzien. De in het Latijn geschreven teksten hadden vaak een administratieve of religieuze lading en waren bedoeld voor een klerikaal publiek. Er waren wel teksten in de volkstaal – bekende voorbeelden zijn Beowulf en het Nibelungenlied – maar deze teksten stonden vooral in een voorchristelijke, orale traditie.
Deze situatie verandert in de loop van de middeleeuwen. Gaandeweg neemt het belang van de volkstaal toe. Deze ontwikkeling laat zich verklaren aan de groei van de steden (vooral in Noord-Italië en Vlaanderen) en de toenemende weelde van de adel, die zich steeds meer begon te onderscheiden van de geestelijke stand. Aan de hoven ontstaat een traditie van voordrachtsliteratuur in de volkstaal. Er verschijnen steeds meer volkstalige teksten, met name in het Oudfrans en Occitaans. De uitstraling van deze eerste volkstalige literatuur is groot en Frankrijk blijft lange tijd toonaangevend.
In het Nederlandse taalgebied verschenen de eerste volkstalige teksten al in de 12e eeuw, in het Limburgs. Later ontwikkelde zich een bloeiend literair centrum in de Vlaamse en Brabantse steden.

## Internationaal karakter
De moderne notie van landsgrenzen en landen met een eigen taal, cultuur en bevolking was in de middeleeuwen nog praktisch onbestaand. De grenzen die er in Europa waren hadden alles te maken met de invloed van bepaalde adellijke families en waren geen culturele grenzen. Dit maakte dat de middeleeuwse schrijvers en dichters een heel internationale oriëntatie hadden en dat hun publiek dit ook van hen verwachtte. Er was geen duidelijk onderscheiden Nederlandse literatuur: alles stond in een groter Europees verband. Middeleeuwse teksten werden vaak vrij vertaald en herbewerkt. Een tekst die in het Oudfrans verscheen en enig succes had werd al snel ook aan de Vlaamse hoven ten gehore gebracht.

## Literaire genres

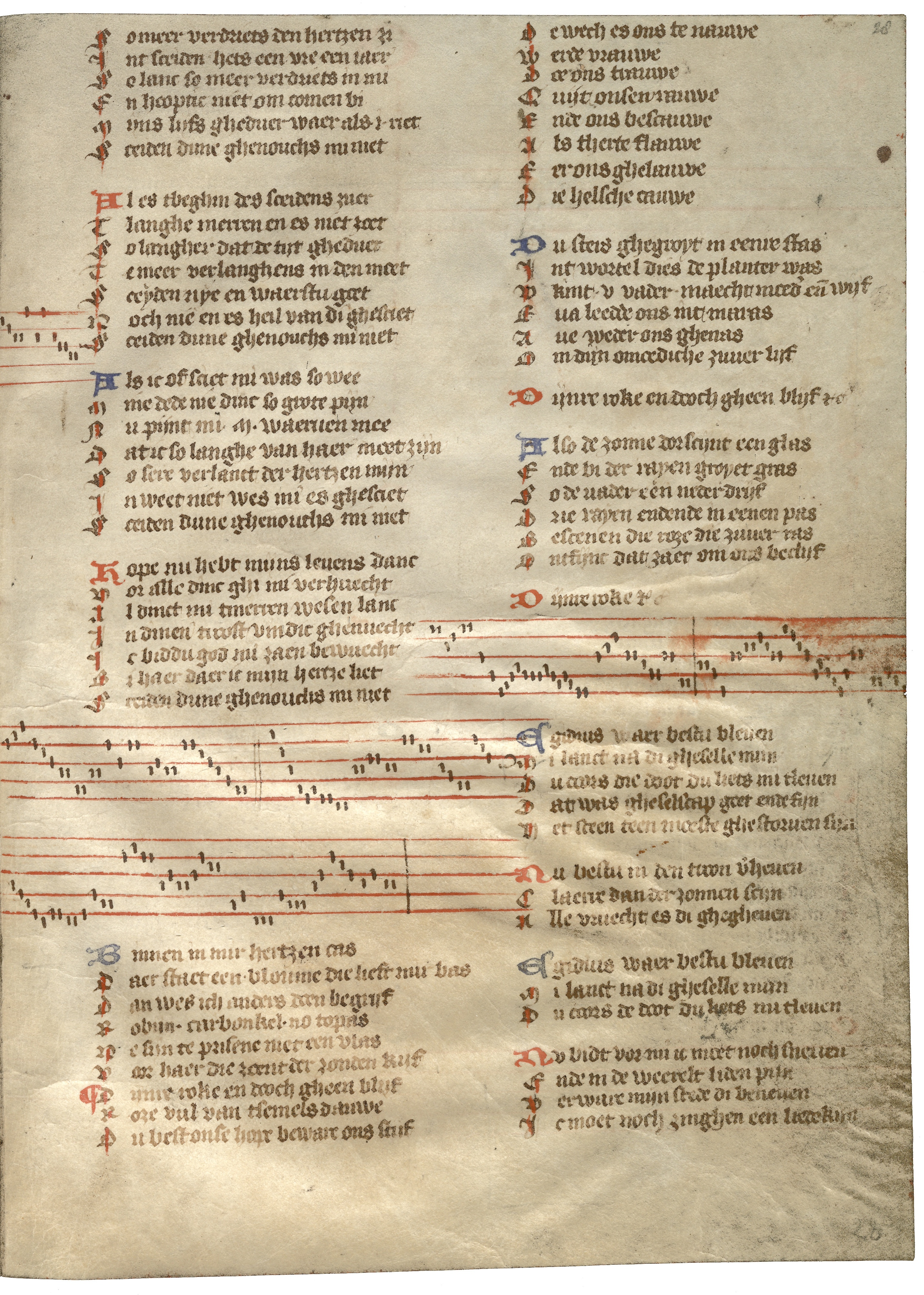
Fol. 28r van het Gruuthuse-handschrift, met rechtsonder het lied Egidius waer bestu bleven met notenschrift

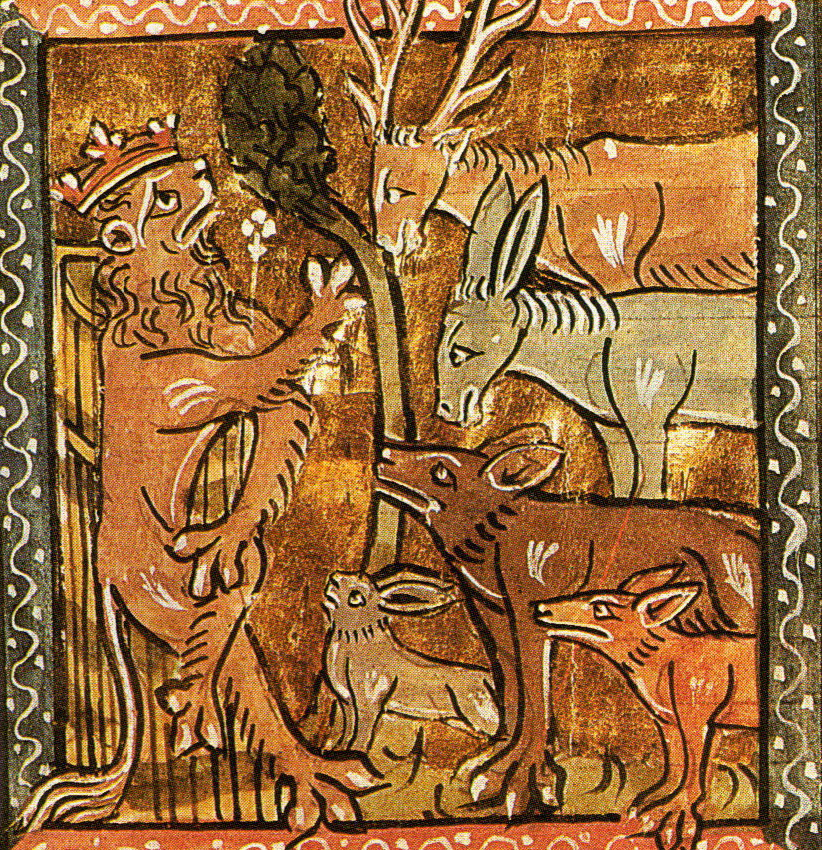
Roman de Renart

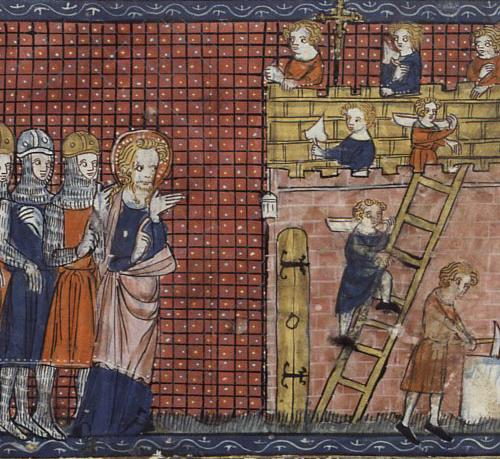
Legende van de heilige Valentijn in de Legenda Aurea.

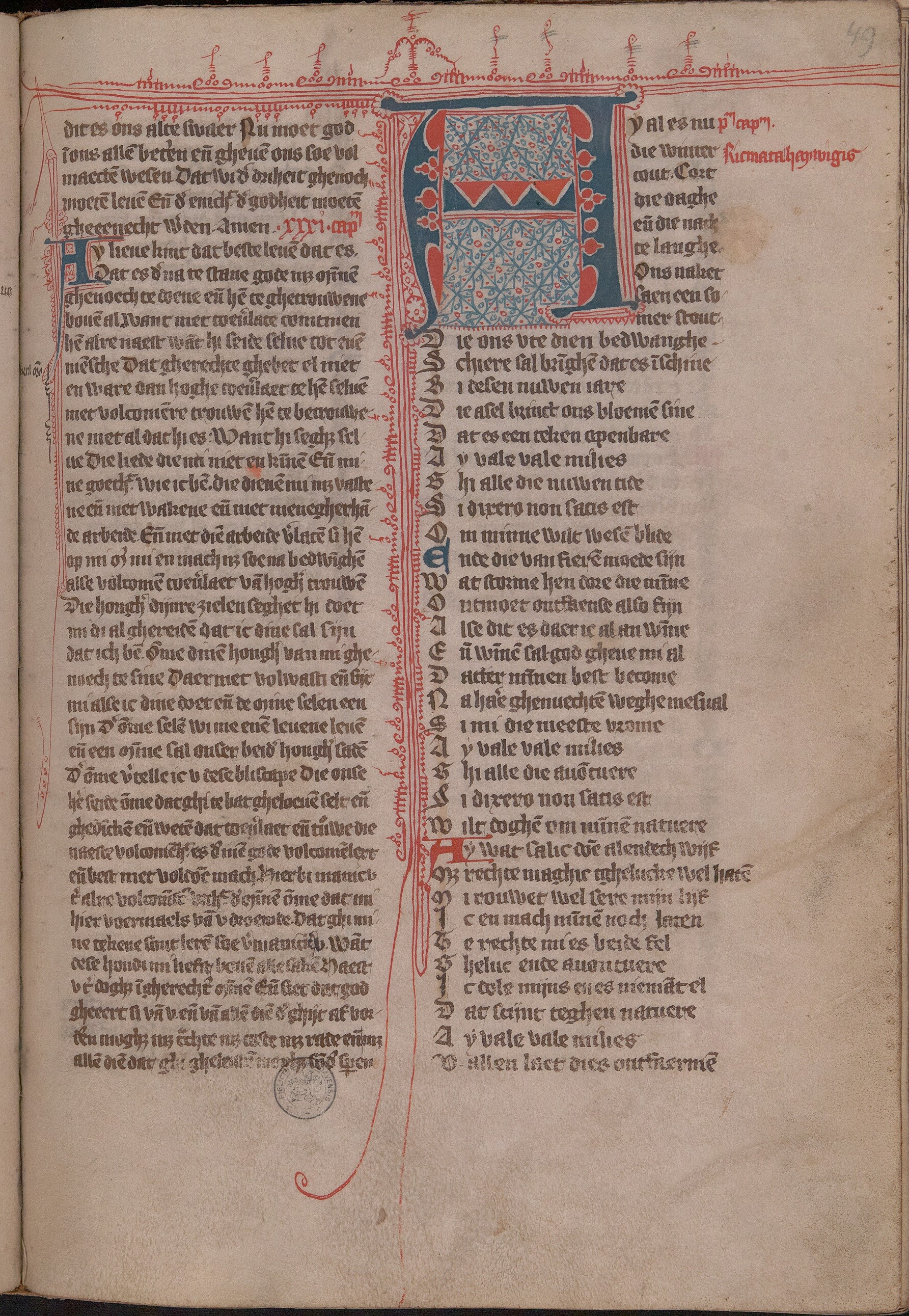
Gedicht van de middeleeuwse mystica Hadewijch